# Стельмокене, Лидия Григорьевна
Лидия Григорьевна Стельмокене — советский литовский хозяйственный деятель, Герой Социалистического Труда.

## Биография
Родилась в 1929 году в Рубежничах. Член КПСС с 1962 года.
В 1949—1971 — маляр, бригадир маляров Вильнюсского стройтреста Литовской ССР.
В 1971—1988 — инструктор маляров треста «Оргтехстрой» Министерства строительства Литовской ССР.
Указом Президиума Верховного Совета СССР от 7 марта 1960 года присвоено звание Героя Социалистического Труда с вручением ордена Ленина и золотой медали «Серп и Молот».
Жила в Вильнюсе.

## Награды и звания
- Герой Социалистического Труда (07.03.1960)
- Орден Ленина (07.03.1960)